# Zacarias (comediante)
Mauro Faccio Gonçalves (Sete Lagoas, 18 de janeiro de 1934 – Rio de Janeiro, 18 de março de 1990), mais conhecido pelo nome artístico Zacarias, foi um ator, humorista, cantor e locutor de rádio brasileiro, famoso por criar e interpretar o  personagem homônimo, com o qual integrou o célebre grupo humorístico Os Trapalhões, de 1973 até sua morte.
Mauro iniciou a carreira no teatro, em Belo Horizonte, depois atuou em programas radialísticos e radionovelas. Logo aceitou convite para a televisão e partiu para São Paulo e Rio de Janeiro, onde trabalhou nas principais emissoras do país, como TV Excelsior, TV Tupi, Record e TV Globo, atuando em humorísticos como A Cidade Se Diverte e Praça de Alegria, até ser convidado por Renato Aragão para se juntar aos Trapalhões, quarteto no qual permaneceu de 1973 até sua morte precoce, em 1990. Foi o último integrante a entrar e o primeiro do grupo a falecer.
Considerado o único ator profissional dos Trapalhões, Mauro atingiu o sucesso nacional participando de mais de 150 shows em diversas cidades e nas principais capitais brasileiras, além de atuações em filmes, comerciais e no programa de televisão. Em carreira solo gravou dois discos e atuou em comerciais do Banco Nacional, além de ter ganhado um prêmio por sua atuação na peça A Dama do Camarote (1970) e protagonizado o filme Deu a Louca nas Mulheres (1977), na qual Zacarias era o personagem principal.

## Biografia
Mauro Faccio Gonçalves nasceu em 18 de janeiro de 1934, na cidade de Sete Lagoas, no interior de Minas Gerais, filho de Mariano R. Gonçalves e Virginia Faccio Gonçalves, sendo o primogênito de uma família de onze irmãos. Em sua cidade natal era conhecido como "Bidu", apelido dado por seus familiares. Iniciou os estudos em 1941, na escola Sagrado Coração de Jesus, concluindo o curso secundário em 1951, na Escola Estadual Maurilo de Jesus Peixoto, onde formou-se técnico em contabilidade. Desde pequeno, Mauro já exercitava seu lado artístico, fazendo teatrinho de quintal com as roupas da família, enquanto na escola já participava de diversas apresentações, apesar de sua timidez. Nesta época, se juntou a um grêmio teatral de Sete Lagoas, atuando, escrevendo e produzindo diversas peças que chamavam a atenção dos moradores locais.
Em 1954 estreou na rádio participando do programa de variedades Em Babozal Era Assim, transmitido pela Rádio Cultura de Sete Lagoas. Antes de se tornar ator profissional, Mauro trabalhou como vendedor de sapatos, operário em uma fábrica de café e como contador e gerente de um banco. Em abril de 1957 mudou-se para Belo Horizonte, onde pretendia estudar arquitetura, mas desistiu dos estudos após receber um convite para trabalhar na Rádio Inconfidência.

## Carreira

### 1955–1973: Carreira na rádio e primeiros anos na televisão
Devido ao humor, Mauro logo tornou-se conhecido pela incrível habilidade de trocar de vozes, criando vários tipos completamente diferentes, e de imitar animais com rara perfeição. Na Rádio Inconfidência, participou de diversas radionovelas e programas, dos quais Arte Final foi o mais marcante. Ele foi considerado o melhor comediante de rádio, de 1960 a 1963. O sucesso fez Mauro receber um convite para trabalhar na TV Itacolomi, onde chamou atenção por sua versatilidade, interpretando vários tipos diferentes e contracenando com diversos artistas, entre eles Paulo Gracindo, Mário Lago e Mário Tupinambá, que vinham participar do programa Tribunal de Calouros.  
Em 1963 foi convidado por Wilton Franco para trabalhar na TV Excelsior do Rio de Janeiro. Após superar sua insegurança em relação a deixar Belo Horizonte, seguiu para a capital fluminense a fim de investir em sua carreira artística.
Em 1968 aceitou o convite de Manuel de Nóbrega e seguiu para São Paulo, onde trabalhou nas emissoras TV Tupi e Record São Paulo. Nesta época, participou dos humorísticos A Cidade Se Diverte e Praça da Alegria, onde criou o personagem "Moranguinho", um garçom atrapalhado e de modos infantis, que já era um prelúdio de Zacarias.  Na Tupi, também realizou algumas dublagens de filmes estrangeiros devido a sua voz culta e marcante. Em 1970, atuou na peça A Dama do Camarote, ganhando um prêmio de Ator Revelação.

### 1973–1990:Os Trapalhões
O talento de Mauro chamou a atenção de Renato Aragão, que contracenou ao seu lado nos programas. Renato convidou Mauro para se juntar a ele, Dedé Santana e Mussum. Inicialmente, Dedé discordou do convite, alegando que Mauro tinha mais cara de "gerente de banco", mudando de ideia ao vê-lo entrar no cenário com uma peruca, dentes pintados e falando com uma voz fina e estridente, o que fez todos caírem na risada. Estava ali formado oficialmente o quarteto Os Trapalhões no ano de 1973.
O nome "Zacarias" surgiu de uma esquete elaborada por Aragão e pelo roteirista Emanuel Rodrigues, no qual os Trapalhões contracenavam com um galo de mesmo nome. Na hora das gravações, o animal não parava de cacarejar e todos começaram a rir, dizendo que o canto do animal se assemelhava muito a risada de Mauro. Apesar de inicialmente não ter gostado, Mauro adotou oficialmente Zacarias como seu nome artístico a partir daquele dia.
Zacarias era um tímido e ingênuo mineirinho, que se vestia e comportava-se de modo infantil. Devido a isso, o personagem caiu nas graças das crianças brasileiras, que passaram a adorá-lo. Mauro que era calvo, usava uma peruca para compor o personagem e pintava os dentes, já que Zaca era banguelo. Com uma voz esganiçada e um riso inconfundível, o personagem entrava em desespero caso alguém (geralmente Didi) arrancasse sua peruca. O personagem também usava muitos suspensórios e roupas coloridas, o que o deixava ainda mais próximo das crianças.

#### Alteração do nome do personagem
Em 1988, Mauro alterou o nome de seu personagem para Zacaria. Segundo o mesmo, a opção de excluir a letra S, foi um pedido de seu guia espiritual, que disse que traria mais fama ao personagem, além de não difamar o Profeta Zacarias, já que muitas crianças, devido ao nome do personagem, confundiam o personagem bíblico com o trapalhão. A mudança acabou se revelando desnecessária, tendo em vista que os fãs e a mídia continuam a se referir ao personagem pelo nome tradicional.

## Vida pessoal
Em sua vida pessoal, Mauro era descrito pelos amigos como tímido, reservado e caseiro, quase um "ermitão". Ele gostava de ficar em sua casa no município de Maricá, junto de suas plantas e passarinhos, onde costumava receber a visita de alguns amigos aos fins de semana. Mauro era uma pessoa muito religiosa, possuindo uma forte crença no espiritismo e sendo também um simpatizante da umbanda, religiosidade essa que se tornou ainda mais forte após o humorista se curar de uma osteomielite, com algumas idas ao centro espírita.

### Relacionamentos
De 1958 a 1973, Mauro foi casado com a atriz e dubladora Selma Lopes, a quem conheceu numa ida dela a Minas Gerais para atuar em uma peça. Selma foi sua grande incentivadora no mundo artístico e juntos o casal teve uma filha, Maria Laura Gonçalves. Mesmo separados, os dois permaneceram amigos, tendo Selma atuado ao seu lado em muitos esquetes dos Trapalhões. 
Após seu divórcio, Mauro teve romances breves, os únicos conhecidos pelo público foram com a cantora Waleska, de 1980 a 1981, e com uma mulher chamada Idalina Martins Campos, vinte cinco anos mais nova, no ano de 1986.

## Morte

### Regime, boatos sobre AIDS e falecimento
Em dezembro de 1989, durante o período de férias dos Trapalhões, Mauro se sentiu acima do peso e resolveu por conta própria iniciar um regime macrobiótico à base de frutas e saladas, com o auxílio de remédios. Ele acabou perdendo vinte quilos, porém como consequência, seu organismo enfraqueceu, chegando a atingir seus pulmões e lhe deixando com anemia. Sua magreza e palidez repentina chamaram a atenção dos fãs e da mídia, chegando a saírem matérias nos jornais declarando que o ator havia contraído o vírus da AIDS, doença em voga na época. Tais boatos teriam abalado o psicológico do trapalhão, que estava preocupado com a reação dos fãs, principalmente as crianças, em relação a tal mentira. Por conta disso, Mauro isolou-se em sua casa, passando a não atender ligações ou receber visitas.
Devido a sua fraqueza e estado de saúde delicado, Mauro foi impedido pelos médicos de retornar para as gravações do programa, iniciadas em janeiro de 1990. Ele precisou se afastar dos Trapalhões e não chegou a gravar cenas para o quadro Trapa Hotel, onde interpretaria um maítre. Teve forças para atuar em seu último filme, Uma Escola Atrapalhada, onde o quarteto fez somente uma participação e onde sua magreza já estava em evidência.
Mauro acabou sendo internado por nove dias na Clínica São Vicente no Rio de Janeiro e morreu em 18 de março de 1990, aos 56 anos, vítima de uma insuficiência respiratória. O humorista foi sepultado em sua cidade natal, no Cemitério Parque Santa Helena.
Até os dias atuais, circulam-se boatos de que Mauro era bissexual e que sua morte prematura teria sido realmente causada pela AIDS e abafada pela imprensa. Porém, seus amigos e familiares sempre negaram tais informações. Em um canal do YouTube do radialista Rafael Spaca, foi revelado que o humorista teve um romance de três anos com Jessé Dantas durante as gravações do filme Os Saltimbancos Trapalhões e depois conviveu com o também ator Carlos Leite que cuidou dele quando estava doente.
A discussão voltou à tona em 2024. No último show da The Celebration Tour, da cantora Madonna, que foi realizado na Praia de Copacabana no Rio de Janeiro, a artista prestou uma homenagem às vítimas da AIDS. Enquanto cantava a música Live To Tell, fotos de vários famosos que morreram por causa da doença foram exibidos nos telões do palco, e Zacarias estava entre os homenageados.

## Filmografia

### Cinema
Carreira solo
| Ano  | Título                   |
| ---- | ------------------------ |
| 1971 | Tô na Tua, Ô Bicho       |
| 1973 | O Fraco do Sexo Forte    |
| 1977 | Deu a Louca nas Mulheres |

Com Os Trapalhões

### Televisão
| Ano     | Título                 | Personagem                    | Nota                           | Emissora     |
| ------- | ---------------------- | ----------------------------- | ------------------------------ | ------------ |
| 1959–60 | Cada Um com Seu Estilo | Pai do Caticó                 |                                | TV Itacolomi |
| 1963–64 | Chico Anysio Show      | Vários personagens            |                                | TV Excelsior |
| 1963–67 | A Cidade Se Diverte    | Vários personagens            |                                | TV Excelsior |
| 1969–70 | Praça da Alegria       | Moranguinho                   |                                | TV Record    |
| 1972    | Bronco Total           | Moranguinho                   | Participação especial          | TV Record    |
| 1973    | Caso Especial          |                               | Episódio: "Feitiço"            | TV Globo     |
| 1973–74 | Balança mas Não Cai    |                               |                                | TV Tupi      |
| 1974–75 | Essa Gente Inocente    | Apresentador                  |                                | TV Tupi      |
| 1974–76 | Os Trapalhões          | Zacarias / Vários personagens |                                | TV Tupi      |
| 1977–89 | Os Trapalhões          | Zacarias / Vários personagens |                                | TV Globo     |
| 1983    | A Festa é Nossa        | Zacarias                      | Participações                  | TV Globo     |
| 1983    | Mário Fofoca           | Mahatma Farid                 | Episódio: "O Árabe Maluco"     | TV Globo     |
| 1985    | Armação Ilimitada      | Enfermeiro                    | Episódio: "Nas Malhas da Rede" | TV Globo     |
| 1985–89 | Criança Esperança      | Apresentador                  |                                | TV Globo     |
| 1987    | Viva o Gordo           | Zacarias                      | Episódio: "12 de outubro"      | TV Globo     |

## Prêmios e honrarias
Em 1970, ganhou o prêmio de ator revelação com a peça A Dama do Camarote.
Em 1981 foi homenageado pelo cantor Caetano Veloso na canção "Jeito de Corpo". Em 1984, recebeu uma homenagem da Embrafilme, pelo 5° Festival Internacional de Cinema para a Infância e a Juventude de Tomar, em Portugal. Em 1988 recebeu a Medalha da Inconfidência, em Ouro Preto. No mesmo ano foi eleito "Embaixador de Sete Lagoas" pela prefeitura da cidade, além de inaugurar o "Anfiteatro Mauro Faccio Gonçalves (Zacarias)" no casarão Nhô Quim Drummond, centro cultural da cidade. No bairro Jardim Guarujá, seu nome foi escolhido como nome de um colégio, a Escola Municipal de Primeiro Grau – Mauro Faccio Gonçalves.

## Discografia
- 1982 - Roda Roda Aleluia com Você Quero Brincar (Selo: Polygram / Mutalambô)
- 1983 - Zacarias e Lucrécia: A Sensacional Dupla Da Televisão (Selo: Chantecler / Rosicler)